# Schweizerische Industrie Gesellschaft

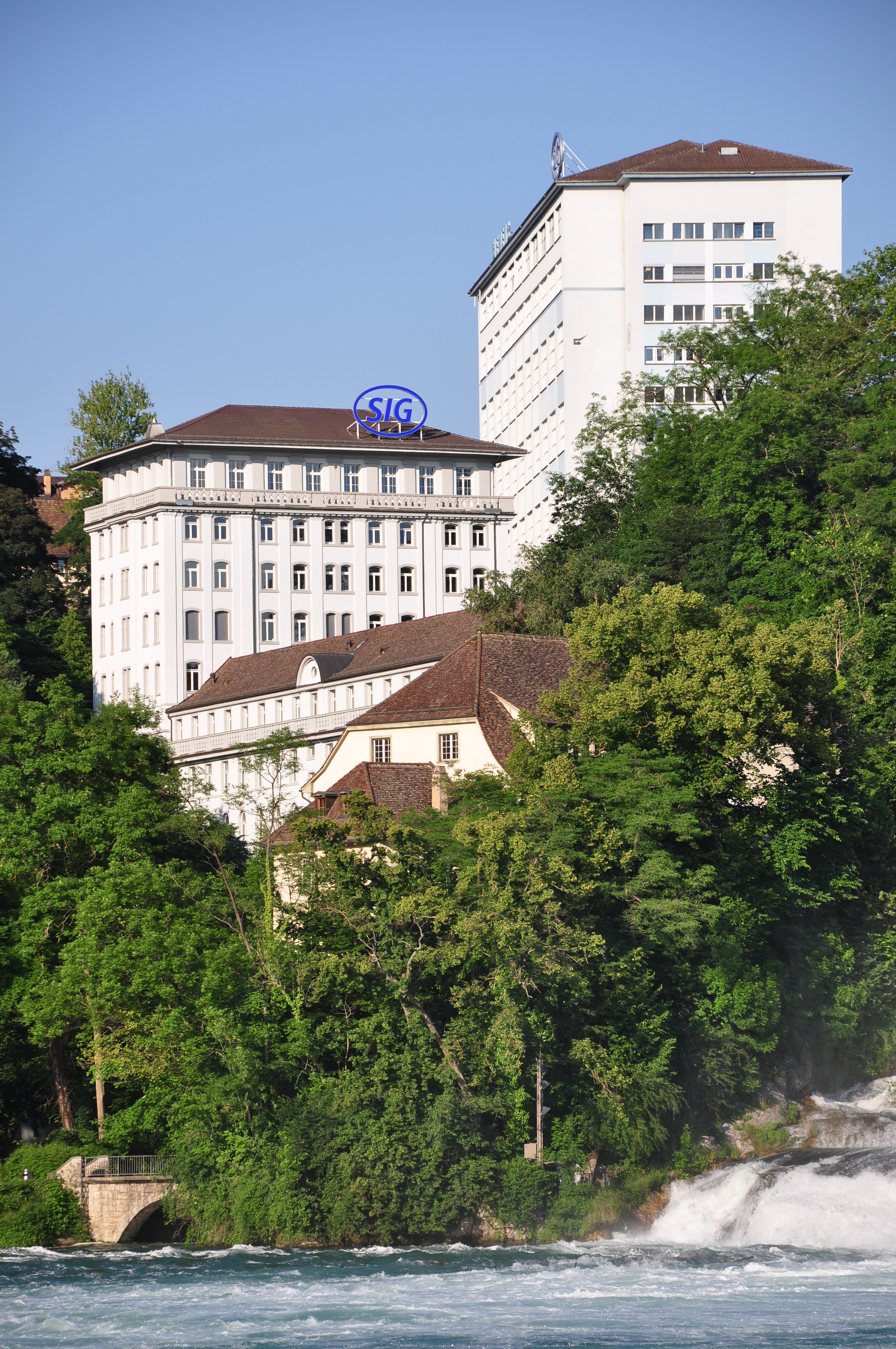
SIG a Neuhausen am Rheinfall

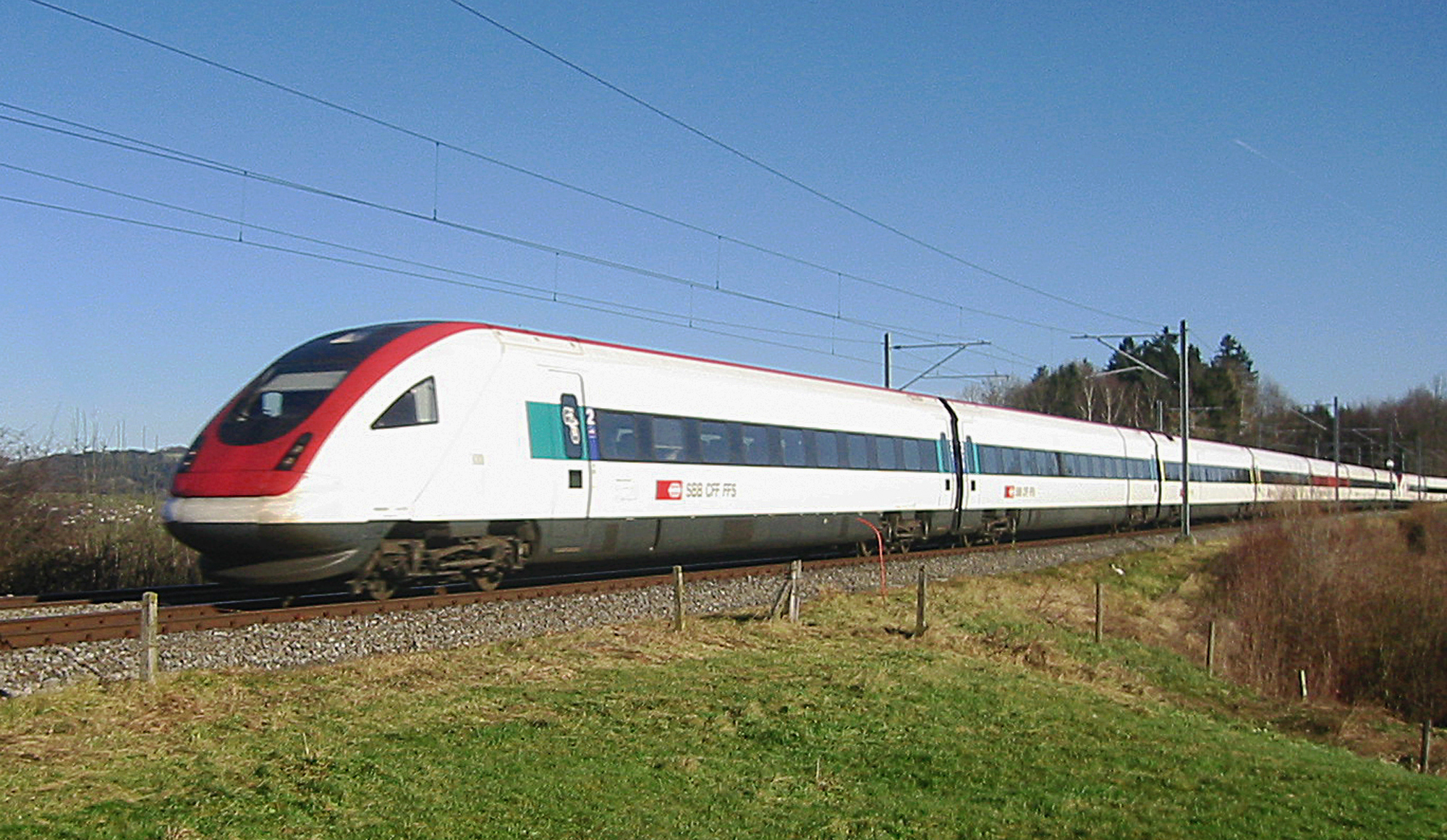
RABDe 500 (ICN)

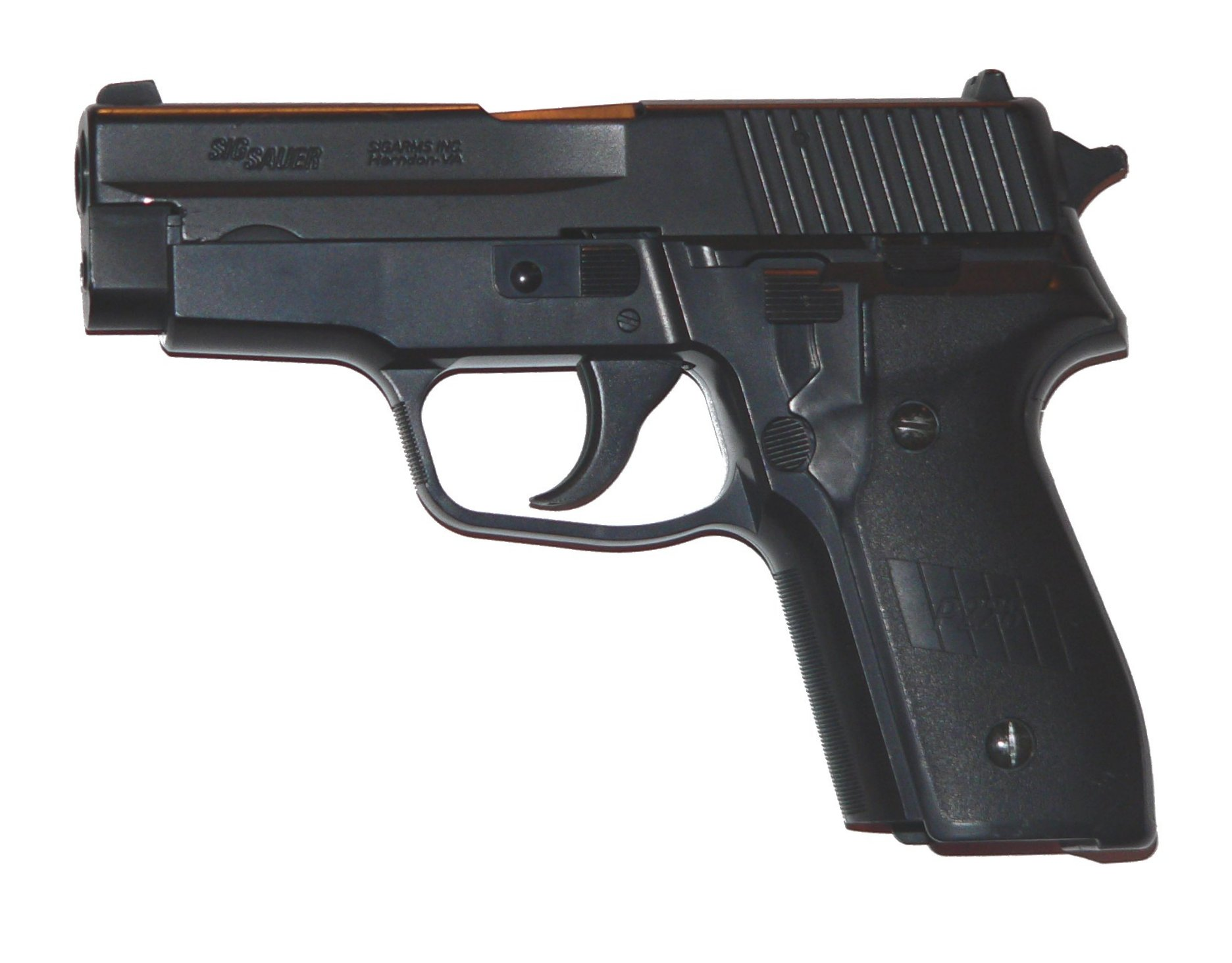
SIG-P228

La SIG Combibloc Group AG (dall'aprile 2009 SIG Holding AG, originariamente Schweizerische Industrie-Gesellschaft) è una società svizzera con sede a Neuhausen am Rheinfall. Oggi a livello industriale si occupa solo di imballaggi. In passato realizzava anche materiale rotabile (vagoni ferroviari) e armi da fuoco.
La SIG Combibloc Group AG è appartenuta dall'11 maggio 2007 fino al 3 marzo 2015 al gruppo neozelandese Rank Group Holdings Ltd. di Graeme Hart. Il 2 novembre 2007 le azioni SIG Holding AG vengono quotate in Borsa al SIX Swiss Exchange e dall'aprile 2009 a nome SIG Combibloc Group AG. Unico proprietario è ora il Private-Equity Onex Corporation.

## Storia
La Schweizerische Industrie Gesellschaft fu fondata nel 1853 a Neuhausen am Rheinfall, nel cantone svizzero di Sciaffusa (Schaffhausen in tedesco) come azienda produttrice di macchinari ferroviari.
Nel 1860 fu avviata la produzione di armi leggere e nel 1906 quella di confezioni ed imballaggi.
La branca ferroviaria passò poi alla FIAT (1995) ed in seguito alla Alstom (2000); nella sede svizzera vengono oggi prodotti solo alcuni componenti.
La parte bellica passò sotto la gestione della Swiss Arms nel 2000.
La sezione di imballaggio si occupò dapprima di confezioni per alimenti solidi (SIG Pack), e solo in seguito per bevande (SIG Beverages). Fu poi avviato un ulteriore ramo di produzione, focalizzato agli imballaggi asettici di alimenti liquidi (SIG Combibloc).
In seguito a difficoltà di mercato le sezioni di imballaggio cibi e bevande sono state vendute; l'unico settore ancora in possesso della SIG è la "SIG Combibloc" e la produzione è limitata a imballaggi di cartone asettico per bevande a lunga conservazione, quali latte, vino e succhi di frutta.

## Prodotti

### Veicoli ferroviari
Il 17 gennaio 1853 viene fondata la SIG da Friedrich Peyer im Hof, Johann Conrad Neher e Heinrich Moser come Schweizerische Waggon-Fabrik. Dal 1981 la società viene inglobata dalla Schindler Holding (Schindler Waggon AG, Schweizerische Wagons- und Aufzügefabrik AG Schlieren-Zürich) e dalla Flug- und Fahrzeugwerke Altenrhein. Negli anni '90 SIG sviluppa l'assetto variabile elettrico del veicolo elettrotreno FFS RABDe 500 in concorrenza alla tecnologia idraulica di Fiat. La divisione ferroviaria viene venduta nel 1995 a Fiat. Nel 2000 entrambe in Fiat Ferroviaria vengono vendute alla francese Alstom. Tra il 1933 e il 1953 vengono costruiti anche tram a trazione elettrica, come i quelli della Schweizer Standardwagen.

### Armi
Dal 1860 la SIG (divisione SIG Arms) produsse armi da fuoco. Tra tutti i prodotti costruiti sono note le pistole SIG P210 e SIG P220 così come i fucili Fass 57 (SIG SG 510) e  Fass 90 (SIG SG 550) dell'Esercito Svizzero
Dal 1970 al 2000 SIG controlla la società Hämmerli AG, il costruttore tedesco J. P. Sauer & Sohn e la Blaser Jagdwaffen GmbH.
Tra i prodotti maggiormente conosciuti vi sono le armi da fuoco commercializzate con il marchio SIG Sauer, realizzate anche in collaborazione con la J. P. Sauer & Sohn.
Nel 1984 l'Esercito degli Stati Uniti bandì un concorso per scegliere l'arma da fianco da fornire in dotazione ai propri uomini; la Beretta 92 fu preferita alla SIG P226. Nel 2017 la Beretta M9 sarà sostituita proprio da una SIG Sauer P320.
Nel 2000 la S.J.S.W. Schweizer Jagd- und Sportwaffen AG (o SIG Arms) viene acquisita dalla L & O Holding  degli imprenditori Michael Lüke e Thomas Ortmeier e dall'ottobre 2000 diventa SAN Swiss Arms AG.

#### SIG Sauer
Le armi da fuoco progettate dalla SIG non potevano essere esportate a causa delle restrittive leggi svizzere. Nel 1976 quindi, in seguito ad un partnership tra la Schweizerische Industrie Gesellschaft e la J.P. Sauer & Sohn, venne formata la SIG Sauer con sede in Germania in cui sviluppare la produzione rivolta al mercato estero; i modelli destinati agli Stati Uniti erano, e sono tuttora, commercializzati dalla SIGARMS filiale creata nel 1985 per esportare i prodotti negli USA, divenuta una delle maggiori fabbriche d'armi negli Stati Uniti
L'intera produzione è attualmente gestita dalla Swiss Arms.
Pistole
- SIG P210
- SIG Sauer P220
  - SIG Sauer P225
  - SIG Sauer P245
- SIG Sauer P226
  - SIG Sauer P228 (utilizzata dalle forze armate degli Stati Uniti con il nome di M11)
  - SIG Sauer P229
- SIG Sauer P230
  - SIG Sauer P232
- SIG Sauer P238
- SIG Sauer P239
- SIG Sauer P250 DCc
- SIG Sauer GSR (una copia della Colt M1911)
- SIG Sauer Mosquito
- Serie SIG Pro

Mitragliatrici
- SIG KE-7
- SIG MG 710

### Automobili
Nel 1919 o 1921 la società entra nella produzione di automobili. Martin Fischer, già precedentemente occupato alla Turicum AG, sviluppa il primo modello SIG. Fu un autociclo. Venne utilizzato un motore a V della Motosacoche, 82 mm di alesaggio e 103 mm di corsa con una cilindrata di 1088 cm³. Il passo era di 345 cm e la carreggiata di 110 cm, la carrozzeria di alluminio aveva due posti. Esistono pochi esemplari.
Nel 1928 avviene una collaborazione con la Martini.

### Automazione
Tra il 1988 e il 2000 la SIG viene associata alla Berger Lahr, in ambito automazione industriale. I prodotti vengono commercializzati come SIG positec. Nel 2000 la divisione viene venduta alla Schneider Electric.

### Tecnica degli imballaggi
Nel 1906 viene per la prima volta prodotto un meccanismo per l'imballaggio. Nel 2004 la divisione viene presa dalla Bosch Packaging Technology con impieghi in ambito farmaceutico, dolciario e alimentare.
La società controllata tedesca è la SIG Combibloc GmbH di Linnich.